# Pop Life
Pop Life es el título del tercer álbum de estudio del DJ Francés David Guetta. Fue lanzado por Virgin Records en el año 2007 y producido por Joachim Garraud. El colaborador habitual de David Guetta, Chris Willis, es el vocalista principal. Sin embargo, también tiene colaboraciones de JD Davis, Tara McDonald, Cozi Costi y Thailand.
El primer sencillo en ser lanzado de este álbum fue Love Is Gone, que ocupó el top 10 del UK Singles Chart. El segundo sencillo fue Baby When The Light con la colaboración vocal de Cozi Costi. Los sencillos subsecuentes incluyeron Delirious (con Tara McDonald), Tomorrow Can Wait con Chris Willis y El Tocadisco y Everytime We
Touch.

## Lista de canciones
| Pista | Título                                                      | Duración |
| ----- | ----------------------------------------------------------- | -------- |
| 1     | Baby When The Light (con Steve Angello y Cozi Costi)        | 3:27     |
| 2     | Love Is Gone (con Chris Willis)                             | 3:06     |
| 3     | Everytime We Touch (con Sebastian Ingrosso y Chris Willis)  | 3:40     |
| 4     | Delirious (con Tara McDonald)                               | 4:31     |
| 5     | Tomorrow Can Wait (con Chris Willis y DJ Tocadisco)         | 3:33     |
| 6     | Winner of the Game (con JD Davis)                           | 3:02     |
| 7     | Do Something Love (con Juliet)                              | 4:10     |
| 8     | You're Not Alone (con Tara McDonald)                        | 3:54     |
| 9     | Never Take Away My Freedom (con Chris Willis)               | 4:09     |
| 10    | This Is Not a Love Song (con JD Davis)                      | 3:46     |
| 11    | Always (con JD Davis)                                       | 4:00     |
| 12    | Joan Of Arc (con Thailand)                                  | 4:00     |
| 13    | Love Is Gone (Fred Rister y Joachim Garraud Radio Edit Mix) | 3:21     |
| 14    | Don't Be Afraid                                             | 3:16     |
| 15    | Take Me Away                                                | 4:25     |
| 16    | Love Don't Let Me Go (Walking Away) (con The Egg)           | 3:16     |

## Posicionamiento en listas y certificaciones
| País              | Mejor posición |
| ----------------- | -------------- |
| Austria           | 31             |
| Francia           | 2              |
| Bélgica (Valonia) | 4              |
| Bélgica (Flandes) | 83             |
| Unión Europea     | 23             |
| Suiza             | 8              |

| País    | Organismo certificador | Certificación    | Ventas  |
| ------- | ---------------------- | ---------------- | ------- |
| Bélgica | IFPI (Bélgica)         | Disco de Oro     | 20 000  |
| Francia | SNEP                   | Disco de Platino | 100 000 |
| Suiza   | IFPI (Suiza)           | Disco de Platino | 30 000  |